# Claymates
Claymates est un jeu de plates-formes de type 2D, développé par Visual Concepts et Danger Productions, publié par Interplay. Il est sorti en 1993 sur Super Nintendo,,.

## Synopsis
Le professeur Potty, père du jeune garçon Clayton, a inventé une potion pour transformer de la pâte à modeler en animaux. Mais le sorcier Jobo kidnappe le professeur et la potion devant les yeux de Clayton et transforme le jeune garçon en une boule de pâte à modeler bleue. Clayton peut seulement rouler, bondir, et projeter un poing. La mission de Clayton est de sauver son père à travers 5 mondes, qui sont dans l'ordre le jardin résidentiel, une région du Pacifique, au Japon, en Afrique et finalement dans l'espace.

## Système de jeu
Chaque monde est composé de niveaux représentés par une carte en vue aérienne. Pour accéder débloquer l'entrée des niveaux successifs, Clayton doit résoudre des énigmes impliquant des automates. Une fois dans les niveaux, Clayton peut se transformer en 5 animaux différents pour progresser dans sa quête. Chacun de ces animaux en pâte à modeler a des habilitées spéciales. Il y a Oozy, une souris grise décrite comme pouvant courir plus vite que Sonic the Hedgehog ; Muskster, un chat rouge ; Globmeister, un rat a poche marron ; Doh-Doh, un canard vert et Goopy, un poisson violet.
Le long des niveaux, Clayton peut collecter de nombreux diamands. Si suffisamment de points sont collectés, les niveaux se terminent par un bonus. De même la collecte des lettres "C" "L" "A" "Y" donne droit à un bonus supplémentaire.